# Робърт Хирис
Робърт Трейлис Хирис (на английски: Robert Tralles Herres) е американски тест пилот и генерал от USAF. От 1987 до 1990 г. е заместник началник-щаб на армията.

## Образование
Робърт Хирис завършва колежа East High School в Денвър, Колорадо през 1950 г. През 1954 г. се дипломира като бакалавър по инженерни науки от Военноморската академия на САЩ, Анаполис, Мериленд. През 1960 г. получава магистърски степени по електроинженерство от Технологичния институт на USAF, Райт Патерсън, Охайо и публична администрация от Университета Джордж Вашингтон, Вашингтон, Федерален окръг Колумбия. През 1965 г. завършва генералщабен колеж в авиобазата Максуел, Монтгомъри, Алабама. През 1971 г. завършва индустриален генералщабен колеж на въоръжените сили във Форт Макнеър, Вашингтон, Федерален окръг Колумбия.

## Военна кариера
Робърт Хирис постъпва на служба в USAF веднага след дипломирането си през 1954 г. Завършва школа за пилот на бомбардировач. Въпреки че е възпитаник на Военноморската академия на САЩ, Хирис предпочита авиацията пред флота поради възможността за по – бърза реализация (обучението на военноморските пилоти е по-продължително). Между 1960 и 1965 г. е на служба в Европа. През 1965 г. завършва школа за тест пилоти в авиобазата Едуардс, Калифорния. От април 1973 г. е командир на 310-о стратегическо авиокрило, базирано в Тайланд. Взема участие в заключителните операции на USAF във Виетнам. През 1974 г. е назначен за главен координатор на стратегическата авиация в Пентагона. От юли 1981 г. е командир на 8-а въздушна армия на САЩ. От юли 1984 г. е командващ на Космическото командване на САЩ – 14-а въздушна армия. На 1 август същата година е повишен в чин генерал. От февруари 1987 г. е назначен за заместник началник-щаб на USArmy. Излиза в пенсия през 1990 г.

## Астронавт наUSAF
Робърт Хирис е избран за астронавт от USAF на 30 юни 1967 г., Група USAF MOL-3. През юли същата година започва обучението му. Завършва успешно курса на обучение през 1968 г. и получава квалификация астронавт – 3-ти клас на USAF в програмата MOL (на английски: Manned Orbiting Laboratory). На 10 юни 1969 г. програмата е прекратена и Хирис се връща на редовна военна служба.

## Награди
- Медал за изключителна служба;
- Медал за изключителни заслуги;
- Легион за заслуги;
- Бронзова звезда;
- Медал за похвала;
- Въздушен медал за заслуги;
- Медал за похвала на USAF;
- Медал за отлична организация на USAF;
- Медал за служба в националната отбрана;
- Медал за служба във Виетнам;
- Медал за продължителна служба в USAF;
- Медал на USAF за специалист по оръжейни системи.